# Jugul, Athni
Jugul là một làng thuộc tehsil Athni, huyện Belgaum, bang Karnataka, Ấn Độ.